# Haligeri, Badami
Haligeri là một làng thuộc tehsil Badami, huyện Bagalkot, bang Karnataka, Ấn Độ.